# يو إف سي 283
يو إف سي 283: تيكسيرا ضد هيل (بالإنجليزية: UFC 283: Teixeira vs. Hill)‏ هو حدث لفنون القتال المختلطة نظمته يو إف سي، سيُقام في 21 يناير 2023 في صالة إتش إس بي سي في ريو دي جانيرو، البرازيل.